# Sidmar Antonio Martins
Sidmar Antonio Martins (São José do Rio Preto, 13 de junho de 1962) é um ex-futebolista brasileiro que atuava como goleiro.

## Carreira
Revelado pelo São Paulo, passou pelas Seleções Brasileiras de base, onde disputou o Sulamericano Sub-20 em 1981, venceu o Torneio de Toulon de 1983 e disputou o Pré-Olímpico em 1984.
Em 1983, o goleiro, juntamente com o meia Éverton, foi envolvido em negociação com o Guarani, na qual o centroavante Careca veio para o Tricolor do Morumbi.
Depois de dois anos no Guarani, Sidmar transferiu-se para o XV de Piracicaba, clube que defendeu até 1988, ano que foi emprestado ao Bahia.
Disputou todo o Campeonato Brasileiro de 88 como titular do Bahia, mas acabou ficando fora das finais, quando seu contrato terminou e a Portuguesa comprou o seu passe no fim do empréstimo.
Atuou pela Lusa entre 1988 e 1990.
Em 1990, Sidmar acabou sendo contratado pelo Grêmio, que foi eliminado nas semifinais do Brasileiro pelo São Paulo.
Dois anos depois, ele retornou ao XV de Piracicaba, e, em seguida, acertou sua ida para o Shimizu S-Pulse, do Japão, onde chegou a ser treinado por Rivellino.
Após a aposentadoria dos campos, trabalhou dois anos como administrador do Centro de Treinamento Nichika.
Em 2013, foi eleito para a Seleção do Centenário do XV de Piracicaba.